# باریزی-او-بوآ
باریزی-او-بوآ (به فرانسوی: Barisis-aux-Bois) یک کمون در فرانسه است که در انه واقع شده‌است.

## خصوصیات
باریسی-او-بوآ ۱۵٫۱۱ کیلومترمربع مساحت و ۷۲۳ نفر جمعیت دارد و ۵۰ متر بالاتر از سطح دریا واقع شده‌است.